# Championnat d'Andorre de football 2025-2026
 (mai 2025).
Si vous disposez d'ouvrages ou d'articles de référence ou si vous connaissez des sites web de qualité traitant du thème abordé ici, merci de compléter l'article en donnant les références utiles à sa vérifiabilité et en les liant à la section « Notes et références ».
Navigation
Saison 2024-2025 Saison 2026-2027
La saison 2025-2026 de Primera Divisió ou Lliga Multisegur Assegurances est la trente-deuxième édition du championnat andorran de football, le plus haut niveau du football andorran organisé par la Fédération d'Andorre de football.
À l'issue de la saison, le champion se qualifie pour le premier tour de qualification de la Ligue des champions 2026-2027. Le vainqueur de la Coupe de la Constitution et le deuxième se qualifient pour le premier tour de qualification de la Ligue Conférence 2026-2027.

## Équipes participantes

### Les équipes en 2025-2026
| Club              | Ville              | Entraîneur         | Stade          | Capacité |
| ----------------- | ------------------ | ------------------ | -------------- | -------- |
| Atlètic Escaldes  | Escaldes-Engordany | Saturnino Aguilera | Estadi Comunal | 1 800    |
| CF Esperança      | Andorre-la-Vieille | Óscar Monteagudo   | Estadi Comunal | 1 800    |
| Inter Escaldes    | Escaldes-Engordany | Otger Canals       | Estadi Comunal | 1 800    |
| FC Rànger's       | Andorre-la-Vieille |                    | Estadi Comunal | 1 800    |
| CE Carroi         | Andorre-la-Vieille |                    | Estadi Comunal | 1 800    |
| FC Ordino         | Ordino             |                    | Estadi Comunal | 1 800    |
| FC Pas de la Case | Le Pas de la Case  |                    | Estadi Comunal | 1 800    |
| Penya Encarnada   | Andorre-la-Vieille |                    | Estadi Comunal | 1 800    |
| FC Santa Coloma   | Andorre-la-Vieille | Alain Molné        | Estadi Comunal | 1 800    |
| UE Santa Coloma   | Andorre-la-Vieille | Boris Antón        | Estadi Comunal | 1 800    |

## Compétition

### Classement
| Rang | Équipe            | Pts | J | G | N | P | Bp | Bc | Diff |
| ---- | ----------------- | --- | - | - | - | - | -- | -- | ---- |
| 1    | Inter Escaldes T  | 0   | 0 | 0 | 0 | 0 | 0  | 0  | 0    |
| 2    | Atlètic Escaldes  | 0   | 0 | 0 | 0 | 0 | 0  | 0  | 0    |
| 3    | FC Santa Caloma   | 0   | 0 | 0 | 0 | 0 | 0  | 0  | 0    |
| 4    | UE Santa Caloma   | 0   | 0 | 0 | 0 | 0 | 0  | 0  | 0    |
| 5    | FC Rànger's       | 0   | 0 | 0 | 0 | 0 | 0  | 0  | 0    |
| 6    | FC Ordino         | 0   | 0 | 0 | 0 | 0 | 0  | 0  | 0    |
| 7    | Penya Encarnada   | 0   | 0 | 0 | 0 | 0 | 0  | 0  | 0    |
| 8    | FC Pas de la Case | 0   | 0 | 0 | 0 | 0 | 0  | 0  | 0    |
| 9    | CF Esperança      | 0   | 0 | 0 | 0 | 0 | 0  | 0  | 0    |
| 10   | CE Carroi P       | 0   | 0 | 0 | 0 | 0 | 0  | 0  | 0    |

Qualifications européennes
Ligue des champions 2026-2027
- 1er : 1er tour de qualification

Ligue Conférence 2026-2027
- 2e et 3e : 1er tour de qualification

Relégation en Segona Divisió 2026-2027
- 9e : barrages de relégation
- 10e : relégation

Abréviations
- P : Promu de Segona Divisió 2024-2025
- T : Tenant du titre
- C : Vainqueur de la Copa Constitució 2025-2026
- S : Vainqueur de la Supercoupe d'Andorre 2024-2025

### Barrage de promotion-relégation
À la fin de la saison, l'avant-dernier de Primera Divisió affronte la deuxième meilleure équipe de Segona Divisió pour tenter de se maintenir.
|  |  |  |

Légende des couleurs
- Promotion en première division.
- Relégation en deuxième division.

## Bilan de la saison
| Championnat d'Andorre de football 2025-2026 |
| Champion                                    |
| Coupes et trophées                          |
| Vainqueur de la Supercoupe d'Andorre 2025   |
| Qualifications continentales                |
| Ligue des champions 2026-2027               |
| Ligue Conférence 2026-2027                  |
| Promotions et relégations                   |
| Promus en Primera Divisió                   |
| Relégués en Segona Divisió                  |